# Uncaria
Uncaria Schreb., 1789 è un genere di piante della famiglia delle Rubiaceae.

## Tassonomia
Comprende le seguenti specie:
- Uncaria acida (Hunter) Roxb.
- Uncaria africana G.Don
- Uncaria angolensis (Havil.) Welw. ex Hutch. & Dalziel
- Uncaria attenuata Korth.
- Uncaria barbata Merr.
- Uncaria bernaysii F.Muell.
- Uncaria borneensis Havil.
- Uncaria callophylla Blume ex Korth.
- Uncaria canescens Korth.
- Uncaria cordata (Lour.) Merr.
- Uncaria domatiifera (E.M.A.Petit) O.Lachenaud & Ntore
- Uncaria donisii E.M.A.Petit
- Uncaria elliptica R.Br. ex G.Don
- Uncaria gambir (Hunter) Roxb.
- Uncaria guianensis (Aubl.) J.F.Gmel.
- Uncaria hirsuta Havil.
- Uncaria homomalla Miq.
- Uncaria kunstleri King
- Uncaria laevigata Wall. ex G.Don
- Uncaria lancifolia Hutch.
- Uncaria lanosa Wall.
- Uncaria longiflora (Poir.) Merr.
- Uncaria macrophylla Wall.
- Uncaria nervosa Elmer
- Uncaria orientalis Guillaumin
- Uncaria ovata R.Br. ex Hook.f.
- Uncaria perrottetii (A.Rich.) Merr.
- Uncaria rhynchophylla (Miq.) Miq. ex Havil.
- Uncaria rhynchophylloides F.C.How
- Uncaria roxburghiana Korth.
- Uncaria scandens (Sm.) Hutch.
- Uncaria schlenckerae S.Moore
- Uncaria sessilifructus Roxb.
- Uncaria sinensis (Oliv.) Havil.
- Uncaria sterrophylla Merr. & L.M.Perry
- Uncaria talbotii Wernham
- Uncaria tomentosa (Willd. ex Schult.) DC.
- Uncaria velutina Havil.